# Liste de réserves indiennes du Canada
 (novembre 2015).
La liste de réserves indiennes du Canada répertorie de manière non exhaustive les réserves indiennes de chaque province et territoire au Canada.
Les réserves ont été créées principalement lors de l'établissement de la Loi sur les Indiens de 1876 et remodelées par diverses commissions royales au fil du temps,,,.

## Colombie-Britannique
Le tableau suivant présente les données relatives aux réserves indiennes situées dans la province de la Colombie-Britannique.
| Réserve       | Nation | Conseil de bande | Groupe     | Communautés | Notes |
| ------------- | ------ | ---------------- | ---------- | ----------- | ----- |
| Lax Kw'alaams |        |                  | Tsimshians |             |       |

## Île-du-Prince-Édouard
Le tableau suivant présente les données relatives aux réserves indiennes situées dans la province de l'Île-du-Prince-Édouard.
| Réserve         | Nation        | Conseil de bande | Groupe  | Communautés    | Notes |
| --------------- | ------------- | ---------------- | ------- | -------------- | ----- |
| Lennox Island 1 | Lennox Island |                  | Micmacs | Lennox Island  |       |
| Lennox Island 5 | Lennox Island |                  | Micmacs | Lennox Island  |       |
| Morell 2        | Abegweit      |                  | Micmacs | S de Morell    |       |
| Rocky Point 3   | Abegweit      |                  | Micmacs | SE de Cornwall |       |
| Scotchfort 4    | Abegweit      |                  | Micmacs | Scotchfort     |       |

## Manitoba
| - A Kwis Ki Mahka Indian Reserve (en) — Fox Lake Cree Nation - Amik Wachink Sakahikan — Garden Hill First Nation - Anderson — Norway House Cree Nation - Andrew Bay — God's Lake First Nation - Bella Lake Exchange Lands — Garden Hill First Nation - Berens River 13 — Berens River First Nation - Birch Landing — Brokenhead Ojibway Nation - Birdtail Creek 57 — Birdtail Sioux First Nation (en) - Birdtail Hay Lands 57A — Birdtail Sioux First Nation (en) - Black River 9 — Black River First Nation - Black Sturgeon — Marcel Colomb First Nation (en) - Bloodvein 12 — Bloodvein First Nation - Bottle Lake 61B — Keeseekoowenin Ojibway First Nation (en) - Brochet 197 — Barren Lands First Nation (en), Brochet, Manitoba (en) (pop. 308) - Brokenhead 4 — Brokenhead Ojibway Nation - Buffalo Point 36 — Buffalo Point First Nation (en), Buffalo Point, Manitoba (en) - Buffalo Point First Nation 1 — Buffalo Point First Nation (en) - Buffalo Point First Nation 2 — Buffalo Point First Nation (en) - Buffalo Point First Nation 3 — Buffalo Point First Nation (en) - Cantin Lake — St. Theresa Point First Nation - Canupawakpa Dakota First Nation (en) — Canupawakpa Dakota First Nation (en) - Channel Island Sapotaweyak Cree Nation — Sapotaweyak Cree Nation (en) - Chataway Lake/Knife Lake — God's Lake First Nation - Chemawawin 1 — Chemawawin Cree Nation - Chemawawin 2 — Chemawawin Cree Nation - Chemawawin 3 — Chemawawin Cree Nation - Chepi Lake Indian Reserve — Manto Sipi Cree Nation - Churchill 1 — Sayisi Dene - Clear Lake 61A — Keeseekoowenin Ojibway First Nation (en) - Crane River 51 — O-Chi-Chak-Ko-Sipi First Nation (en) - Cross Lake 19 — Première Nation de Cross Lake - Cross Lake 19A — Première Nation de Cross Lake - Cross Lake 19B — Première Nation de Cross Lake - Cross Lake 19C — Première Nation de Cross Lake - Cross Lake 19D — Première Nation de Cross Lake - Cross Lake 19E — Première Nation de Cross Lake - Cross Lake 19X01 — Première Nation de Cross Lake - Cross Lake 19X02 — Première Nation de Cross Lake - Cross Lake 19X03 — Première Nation de Cross Lake - Cross Lake 19X05 — Première Nation de Cross Lake - Cross Lake 19X06 — Première Nation de Cross Lake - Dakota Plains 6A — Dakota Plains First Nation (en) - Dakota Tipi 1 — Dakota Tipi First Nation - Dauphin (rivière) — Dauphin River First Nation (en) - Dog Creek 46 — Lake Manitoba First Nation (en) - Ebb And Flow 52 — Ebb and Flow First Nation (en) - Esker Ridge A Indian Reserve — God's Lake First Nation - Esker Ridge B — God's Lake First Nation - Fairford 50 — Pinaymootang First Nation (en) - Feather Rapids — Première Nation de Wasagamack - Fisher River 44 — Fisher River Cree Nation - Fisher River 44A — Fisher River Cree Nation - Fishing Station 62A — Birdtail Sioux First Nation (en), Canupawakpa Dakota First Nation (en) - Fort Alexander 3 — Sagkeeng First Nation - Fox Lake 1 — {Fox Lake Cree Nation - Fox Lake 2 — Fox Lake Cree Nation - Fox Lake West 3 — Fox Lake Cree Nation - Gambler 63 — Gamblers First Nation (en) - Garden Hill First Nation — Garden Hill First Nation - Gillam Indian Settlement — Fox Lake Cree Nation, Gillam (Manitoba) - God's Lake 23 — God's Lake First Nation - God's Lake Southeast of Community — God's Lake First Nation - God's River 86A — {Manto Sipi Cree Nation - God's River Indian Settlement — Manto Sipi Cree Nation, Gods River, Manitoba (en) - Grand Rapids 33 — Misipawistik Cree Nation - Granville Lake Indian Settlement — Mathias Colomb First Nation (en), Granville Lake, Manitoba (en) - Hart — Norway House Cree Nation - Hawkins — God's Lake First Nation - High Hill Lake — Bunibonibee Cree Nation - Highrock 199 — Mathias Colomb First Nation (en) - Hole Or Hollow Water 10 — Hollow Water First Nation - Hurley Island Indian Reserve — Manto Sipi Cree Nation - Indian Gardens 8 — Swan Lake First Nation (en) - Jackhead 43 — Kinonjeoshtegon First Nation - Jackhead 43A — Kinonjeoshtegon First Nation - Kamihkowapihskak Pawistik — Mathias Colomb First Nation (en) - Kapawasihk — Nisichawayasihk Cree Nation - Keeseekoowenin 61 — Keeseekoowenin Ojibway First Nation (en) - Kenyan Lake — God's Lake First Nation - Kimosominahk — Mathias Colomb First Nation (en) - Kisipikamak — Bunibonibee Cree Nation - Lac Brochet 197A — Northlands First Nation (en) - Little Grand Rapids 14 — Little Grand Rapids First Nation - Little Saskatchewan 48 — Little Saskatchewan First Nation - Little Saskatchewan 48B — Little Saskatchewan First Nation - Long Plain 6 — Long Plain First Nation (en) - Mile 20 Second Revision — Nisichawayasihk Cree Nation - Mistiategameek Sipi — Mathias Colomb First Nation (en) - Monahawuhkan — Nisichawayasihk Cree Nation - Moose Lake 31A — Mosakahiken Cree Nation - Moose Lake 31C — Mosakahiken Cree Nation - Moose Lake 31D — Mosakahiken Cree Nation - Moose Lake 31G — Mosakahiken Cree Nation - Moose Lake 31J — Mosakahiken Cree Nation - Mooseocoot — Première Nation de War Lake - Mooseocoot 2 — Première Nation de War Lake - Mooseocoot 3 — Première Nation de War Lake - Moosowhapihsk Sakahegan — Mathias Colomb First Nation (en) - Mukwa Narrows — St. Theresa Point First Nation - Munro Lake Indian Reserve — Bunibonibee Cree Nation - Na-Sha-Ke-Penais — Brokenhead Ojibway Nation - Napahkapihskow Sakhahigan — Mathias Colomb First Nation (en) - Naytawunkank — Première Nation de Wasagamack - Nelson House 170 — Nisichawayasihk Cree Nation - Nelson House 170A — Nisichawayasihk Cree Nation - Nelson House 170B — Nisichawayasihk Cree Nation - Nelson House 170C — Nisichawayasihk Cree Nation - Nihkik Ohnikapihs — Mathias Colomb First Nation (en) - North Prominent Ridge — God's Lake First Nation - Northwest Angle 34C — Northwest Angle No.37 First Nation - Northwest Angle 37C — Northwest Angle No.37 First Nation - Norway House 17 — Norway House Cree Nation, Norway House, Manitoba (en) (pop. 4,071) - Norway House 17A — Norway House Cree Nation - Norway House 17B — Norway House Cree Nation - Norway House Indian Reserves — Norway House Cree Nation - Norway House Indian Reserve No. 17D-1 — Norway House Cree Nation - Norway House No. 17C-1~46 — Norway House Cree Nation - Notin Sakahekun — Bunibonibee Cree Nation - Numaykoos Sakaheykun — Nisichawayasihk Cree Nation | - O-Pipon-Na-Piwin Cree Nation 1 — O-Pipon-Na-Piwin Cree Nation (en) - Oak Lake 59A — Canupawakpa Dakota First Nation (en) - Odei River — Nisichawayasihk Cree Nation - Ohpahahpiskow Sakahegan — Mathias Colomb First Nation (en) - Opaskwayak Cree Nation 21 — Opaskwayak Cree Nation - Opaskwayak Cree Nation 21A — Opaskwayak Cree Nation - Opaskwayak Cree Nation 21A South — Opaskwayak Cree Nation - Opaskwayak Cree Nation 21B~K — Opaskwayak Cree Nation - Opaskwayak Cree Nation 21L — Opaskwayak Cree Nation - Opaskwayak Cree Nation 21N — Opaskwayak Cree Nation - Opaskwayak Cree Nation 21P — Opaskwayak Cree Nation - Opaskwayak Cree Nation 27A — Opaskwayak Cree Nation - Opaskwayak Cree Nation Egg Lake Indian Reserve#1 — Opaskwayak Cree Nation - Opaskwayak Cree Nation Rocky Lake — Opaskwayak Cree Nation - Opaskwayak Cree Nation Root Lake 231 — Opaskwayak Cree Nation - Opaskwayak Cree Nation Salt Channel 21D — Opaskwayak Cree Nation - Opekanowi Sakaheykun — Nisichawayasihk Cree Nation - Opekunosakakanihk — Nisichawayasihk Cree Nation - Opischikonayak Nation — Bunibonibee Cree Nation - Overflowing River Sapotaweyak Cree Nation — Sapotaweyak Cree Nation (en) - Oxford House 24 — Bunibonibee Cree Nation - Oxford House 24A~D — Bunibonibee Cree Nation - Oxford Lake North Shore — Bunibonibee Cree Nation - Pachapesihk Wasahow — Mathias Colomb First Nation (en) - Pauingassi First Nation — Pauingassi First Nation - Pe-Ta-Waygamak — Garden Hill First Nation - Peguis 1B — Première Nation Peguis - Peguis 1C — Première Nation Peguis - Peguis 1D — Première Nation Peguis - Peguis 1E — Première Nation Peguis - Peguis 1F — Première Nation Peguis - Peguis 1G — Première Nation Peguis - Peguis 1H — Première Nation Peguis - Peguis 1I — Première Nation Peguis - Pelican Rapids Access Road Phase — Sapotaweyak Cree Nation (en) - Peter Burton'S/Shorty Rapids — God's Lake First Nation - Pigeon River 13A — Berens River First Nation - Pine Creek 66A — Pine Creek First Nation (en) - Ponask Lake — Norway House Cree Nation - Poplar River — Poplar River First Nation - Prominent Ridge Indian Reserve — Manto Sipi Cree Nation - Pth 10 Sapotaweyak Cree Nation — Sapotaweyak Cree Nation (en) - Pukatawagan 198 — Mathias Colomb First Nation (en) - Red Cross Lake East — God's Lake First Nation - Red Cross Lake North — God's Lake First Nation - Red Sucker Lake 1976 — Première Nation de Red Sucker Lake - Red Sucker Lake No. 1976 A — Première Nation de Red Sucker Lake - Red Sucker Lake No. 1976 B — Première Nation de Red Sucker Lake - Red Sucker Lake No. 1976 C — Première Nation de Red Sucker Lake - Red Sucker Lake No. 1976 D — Première Nation de Red Sucker Lake - Red Sucker Lake No. 1976 F — Première Nation de Red Sucker Lake - Red Sucker Lake No. 1976 H — Première Nation de Red Sucker Lake - Reed River 36A — Buffalo Point First Nation (en) - Rolling River 67 — Rolling River First Nation (en) - Rolling River 67A — Rolling River First Nation (en) - Rolling River 67B — Rolling River First Nation (en) - Root Lake Beach Ridge Site Indian Reserve — Opaskwayak Cree Nation - Roseau Rapids 2A (en) — Roseau River Anishinabe First Nation (en) - Roseau River 2 (en) — Roseau River Anishinabe First Nation (en) - Roseau River 2B — Roseau River Anishinabe First Nation (en) - Sandy Bay 5 — Sandy Bay First Nation (en) - Sapotaweyak Cree Nation (en) — Sapotaweyak Cree Nation (en) - Sapotaweyak Cree Nation - Spruce Island — Sapotaweyak Cree Nation (en) - Seeseep Sakahikan — Garden Hill First Nation - Shamattawa 1 — Shamattawa First Nation - Shoal River 65A — Sapotaweyak Cree Nation (en) - Shoal River 65B — Sapotaweyak Cree Nation (en) - Shoal River 65F — Sapotaweyak Cree Nation (en) - Sioux Valley First Nation — Sioux Valley First Nation - Sisipuk Sakahegan (A) — Mathias Colomb First Nation (en) - Sisipuk Sakahegan (B) — Mathias Colomb First Nation (en) - Sisipuk Sakahegan (C) — Mathias Colomb First Nation (en) - South Indian Lake Settlement — O-Pipon-Na-Piwin Cree Nation (en) - Split Lake 171 — Tataskweyak Cree Nation - Split Lake 171A — Tataskweyak Cree Nation - Split Lake 171B — Tataskweyak Cree Nation - St Theresa Point — St. Theresa Point First Nation - St. Peters Fishing Station 1A — Première Nation Peguis - Suwanne Lake — Nisichawayasihk Cree Nation - Swan Lake 7 — Swan Lake First Nation (en), Lorne (Manitoba) - Swan Lake 7A — Swan Lake First Nation (en) - Swan Lake First Nation 8A — Swan Lake First Nation (en) - Wuskwi Sipihk First Nation Swan Lake 65C — Wuskwi Sipihk First Nation (en) (pop. 197) - Sheth Chok— Northlands First Nation (en) - Suwannee Lake — Nisichawayasihk Cree Nation - The Narrows 49 — Lake St. Martin First Nation - The Narrows 49A — Lake St. Martin First Nation - Thuycholeeni — Northlands First Nation (en) - Thuycholeeni Azé — Northlands First Nation (en) - Tthekalé Nu — Northlands First Nation (en) - Valley River 63A — Tootinaowaziibeeng Treaty Reserve First Nation (en) - Vermilyea Lake — God's Lake First Nation - Wapaminakoskak Narrows — God's Lake First Nation - Wapasihk — Nisichawayasihk Cree Nation - Wapisew Lake — Bunibonibee Cree Nation - Wapisu Lake — Nisichawayasihk Cree Nation - Wasagamack — Première Nation de Wasagamack - Waterhen 45 (en) — Skownan First Nation (en) - Waywayseecappo First Nation (en) — Waywayseecappo First Nation (en) - Wepuskow Ohnikahp — Mathias Colomb First Nation (en) - Wesha Kijay Wasagamach — Garden Hill First Nation - Whiskeyjack — Première Nation de Cross Lake - Whitemud Lake — Bunibonibee Cree Nation - Winnipekosihk — Norway House Cree Nation - Wolf River — Garden Hill First Nation - Wuskwi Sakaheykun — Nisichawayasihk Cree Nation - Wuskwi Sipi — Nisichawayasihk Cree Nation - Wuskwi Sipihk 4 — Wuskwi Sipihk First Nation (en) - Wuskwi Sipihk 5 — Wuskwi Sipihk First Nation (en) - Wuskwi Sipihk 6 — Wuskwi Sipihk First Nation (en) - Wuskwi Sipihk 8 — Wuskwi Sipihk First Nation (en) - Wuskwi Sipihk First Nation 2 — Wuskwi Sipihk First Nation (en) - Wuskwi Sipihk First Nation 3A~F — Wuskwi Sipihk First Nation (en) - Wuskwi Sipihk First Nation No. 1 — Wuskwi Sipihk First Nation (en) - Wuskwi Sipihk No. 7 — Wuskwi Sipihk First Nation (en) - Wapikunoo Bay — Nisichawayasihk Cree Nation - York Landing — Première Nation de York Factory |

## Nouveau-Brunswick
Le tableau suivant présente les données relatives aux réserves indiennes situées dans la province du Nouveau-Brunswick.
| Réserve                        | Nation                                    | Conseil de bande                            | Groupe    | Communautés             | Notes            |
| ------------------------------ | ----------------------------------------- | ------------------------------------------- | --------- | ----------------------- | ---------------- |
| Big Hole Tract 8 (moitié nord) | Metepenagiag                              | North Shore Micmac District Council         | Micmacs   | Comté de Northumberland | 1 396,2 hectares |
| Big Hole Tract 8 (moitié sud)  | Eel Ground                                | North Shore Micmac District Council         | Micmacs   | Comté de Northumberland | 1 740,2 hectares |
| Bouctouche 16                  | Bouctouche (première nation)              | North Shore Micmac District Council         | Micmacs   | Bouctouche              | 62,3 hectares    |
| Devon 30                       | Saint Mary's (première nation)            | Saint John River Valley Tribal Council (en) | Malécites | Fredericton             | 125,9 hectares   |
| Eel Ground 2                   | Eel Ground                                | North Shore Micmac District Council         | Micmacs   | Miramichi               |                  |
| Eel River 3                    | Eel River Bar                             | North Shore Micmac District Council         | Micmacs   | Eel River Crossing      |                  |
| Esgenoôpetitj 14               | Burnt Church                              | Mawiw Council (en)                          | Micmacs   | Neguac                  | 985,4 hectares   |
| Fort Folly 1                   | Fort Folly                                | North Shore Micmac District Council         | Micmacs   | Dorchester              |                  |
| Indian Island 28               | Première Nation d'Indian Island           | North Shore Micmac District Council         | Micmacs   | Richibouctou            |                  |
| Indian Point 1                 | Metepenagiag                              | North Shore Micmac District Council         | Micmacs   | Miramichi               |                  |
| Indian Ranch                   | Eel River Bar                             | North Shore Micmac District Council         | Micmacs   | Dalhousie               |                  |
| Kingsclear 6                   | Kingsclear First Nation                   | St. John River Valley Tribal Council (en)   | Malécites | York County             |                  |
| Oromocto 26                    | Première Nation Oromocto                  | St. John River Valley Tribal Council (en)   | Malécites | Oromocto                |                  |
| Pabineau 11                    | Pabineau                                  | North Shore Micmac District Council         | Micmacs   | Bathurst                |                  |
| Pokemouche 13                  | Burnt Church                              | Mawiw Council (en)                          | Micmacs   | Maltempèque             | 151,4 hectares   |
| Red Bank 4                     | Metepenagiag                              | North Shore Micmac District Council         | Micmacs   | Miramichi               |                  |
| Red Bank 7                     | Metepenagiag                              | North Shore Micmac District Council         | Micmacs   | Miramichi               |                  |
| Richibucto 15                  | Elsipogtog                                | Mawiw Council (en)                          | Micmacs   | Rexton                  |                  |
| St. Basile 10                  | Madawaska                                 | St. John River Valley Tribal Council (en)   | Malécites | Edmundston              |                  |
| St. Mary's 24                  | Saint Mary's (première nation)            | Saint John River Valley Tribal Council (en) | Malécites | Fredericton             | 1 hectare        |
| Soegao 35                      | Elsipogtog                                | Mawiw Council (en)                          | Micmacs   | Comté de Westmorland    | 104,73 hectares  |
| Tabusintac 9                   | Burnt Church                              | Mawiw Council (en)                          | Micmacs   | Tabusintac              | 3 268,7 hectares |
| The Brothers 18                | Kingsclear, Madawaska, Tobique, Woodstock |                                             | Malécites | Saint John              |                  |
| Tobique 20                     | Tobique                                   | Mawiw Council (en)                          | Malécites | Perth-Andover           |                  |
| Woodstock 23                   | Woodstock (première nation)               | St. John River Valley Tribal Council (en)   | Malécites | Woodstock               |                  |

## Nouvelle-Écosse
Le tableau suivant présente les données relatives aux réserves indiennes situées dans la province de la Nouvelle-Écosse.
| Réserve               | Nation | Conseil de bande | Groupe  | Communautés        | Notes     |
| --------------------- | --- | ---------------- | ------- | ------------------ | --------- |
| Bear River 6          | Bear River First Nation (en)                                                                                           |                  | Micmacs | Bear River         |           |
| Bear River 6A         | Bear River First Nation (en)                                                                                           |                  | Micmacs | Bear River         |           |
| Bear River 6B         | Bear River First Nation (en)                                                                                           |                  | Micmacs | Bear River         |           |
| Beaver Lake 17        | Millbrook First Nation (en)                                                                                            |                  | Micmacs | Beaver Lake        |           |
| Boat Harbour West 37  | Pictou Landing First Nation                                                                                            |                  | Micmacs | New Glasgow        |           |
| Cambridge 32          | Annapolis Valley First Nation (en)                                                                                     |                  | Micmacs | Kentville          |           |
| Caribou Marsh 29      | Membertou First Nation (en)                                                                                            |                  | Micmacs |                    |           |
| Chapel Island 5       | Chapel Island First Nation                                                                                             |                  | Micmacs | St. Peter's        | 595,2 ha. |
| Cole Harbour 30       | Millbrook First Nation (en)                                                                                            |                  | Micmacs | Cole Harbour       | 0,19 km2  |
| Eskasoni 3            | Eskasoni First Nation (en)                                                                                             |                  | Micmacs |                    | 6,61 km2  |
| Eskasoni 3A           | Eskasoni First Nation (en)                                                                                             |                  | Micmacs |                    | 35,04 km2 |
| Fisher's Grant 24     | Pictou Landing First Nation                                                                                            |                  | Micmacs |                    |           |
| Fisher's Grant 24g    | Pictou Landing First Nation                                                                                            |                  | Micmacs | New Glasgow        |           |
| Franklin Manor 22     | Pictou Landing First Nation et Paq'tnkek First Nation (en)                                                             |                  | Micmacs | Parrsboro          |           |
| Glooscap 35           | Glooscap First Nation (en)                                                                                             |                  | Micmacs |                    |           |
| Gold River 21         | Acadia First Nation (en)                                                                                               |                  | Micmacs |                    |           |
| Horton 35             | Glooscap First Nation (en)                                                                                             |                  | Micmacs |                    |           |
| Indian Brook 14       | Shubenacadie First Nation (en)                                                                                         |                  | Micmacs | East Hants         | 12,13 km2 |
| Malagawatch 4         | Chapel Island First Nation, Eskasoni First Nation (en), Membertou First Nation (en), Wagmatcook, Waycobah First Nation |                  | Micmacs |                    | 0,28 km2  |
| Margaree 25           | Wagmatcook |                  | Micmacs |                    |           |
| Medway River 11       | Acadia First Nation (en)                                                                                               |                  | Micmacs |                    |           |
| Membertou 28b         | Membertou First Nation (en)                                                                                            |                  | Micmacs |                    |           |
| Merigomish Harbour 31 | Pictou Landing First Nation                                                                                            |                  | Micmacs | New Glasgow        |           |
| Millbrook 27          | Millbrook First Nation (en)                                                                                            |                  | Micmacs | Truro              |           |
| New Ross 20           | Shubenacadie First Nation (en)                                                                                         |                  | Micmacs |                    |           |
| Pennal 19             | Shubenacadie First Nation (en)                                                                                         |                  | Micmacs |                    |           |
| Pomquet and Afton 23  | Paq'tnkek First Nation (en)                                                                                            |                  | Micmacs |                    |           |
| Ponhook Lake 10       | Acadia First Nation (en)                                                                                               |                  | Micmacs |                    |           |
| Sheet Harbour 36      | Millbrook First Nation (en)                                                                                            |                  | Micmacs | Sheet Harbour      |           |
| Shubenacadie 13       | Shubenacadie First Nation (en)                                                                                         |                  | Micmacs |                    |           |
| St. Croix 34          | Annapolis Valley First Nation (en)                                                                                     |                  | Micmacs |                    |           |
| Summerside 38 (en)    | Paq'tnkek First Nation (en)                                                                                            |                  | Micmacs | Afton (Antigonish) |           |
| Sydney 28A            | Membertou First Nation (en)                                                                                            |                  | Micmacs | Sydney             |           |
| Wagmatcook 27a        | Millbrook First Nation (en)                                                                                            |                  | Micmacs | Truro              |           |
| Truro 27b             | Millbrook First Nation (en)                                                                                            |                  | Micmacs | Truro              |           |
| Truro 27c             | Millbrook First Nation (en)                                                                                            |                  | Micmacs | Truro              |           |
| Wagmatcook 1          | Wagmatcook |                  | Micmacs |                    |           |
| Whycocomagh 2         | Waycobah First Nation                                                                                                  |                  | Micmacs |                    |           |
| Wildcat 12            | Acadia First Nation (en)                                                                                               |                  | Micmacs |                    |           |
| Yarmouth 33           | Acadia First Nation (en)                                                                                               |                  | Micmacs | Yarmouth           |           |

## Nunavut
Le Nunavut ne possède pas de groupements significatifs d'autochtones. On y trouve aucune réserve et on y compte 0,34 % de membres des Premières nations, 0,44 % de Métis et 15,04 % de non-aborigènes.

## Ontario
| - Abitibi 70—Première Nation de Wahgoshig - Agency 1—Couchiching First Nation (en), Naicatchewenin First Nation (en), Nicickousemenecaning First Nation (en) and Stanjikoming First Nation (en). - Agency 30—Anishinabe of Wauzhushk Onigum, Anishnaabeg of Naongashiing, Big Grassy First Nation (en), Buffalo Point First Nation (en), Iskatewizaagegan 39 Independent First Nation (en), Naotkamegwanning First Nation (en), Northwest Angle 33 First Nation (en), Northwest Angle 37 First Nation, Obashkaandagaang First Nation, Ochiichagwe'babigo'ining First Nation (en), Première Nation ojibwée d'Onigaming, Shoal Lake 40 First Nation, Wabaseemoong Independent Nations (en) - Akwesasne 59—Mohawks of Akwesasne - Alderville First Nation (en)—Alderville First Nation (en) - Armstrong Settlement—Première Nation de Whitesand - Aroland Indian Settlement (formerly Aroland 83)—Aroland First Nation - Assabaska—Big Grassy First Nation (en), Première Nation ojibwée d'Onigaming - Attawapiskat 91—Attawapiskat - Attawapiskat 91A—Attawapiskat - Bear Island 1—Temagami First Nation - Bearskin Lake—Bearskin Lake First Nation (en) - Big Grassy River 35G—Big Grassy First Nation (en) - Big Island 31D—Anishnaabeg of Naongashiing - Big Island 31E—Anishnaabeg of Naongashiing - Big Island 31F—Anishnaabeg of Naongashiing - Big Island 37—Northwest Angle 37 First Nation - Big Island Mainland 93—Anishnaabeg of Naongashiing - Cape Croker Hunting Ground 60B—Chippewas of Nawash First Nation (en) - Cat Lake 63C—Première nation de Cat Lake - Chapleau 61—Michipicoten First Nation (en) - Chapleau 61A—Chapleau Ojibway First Nation (en) - Chapleau 74—Chapleau Ojibway First Nation (en) - Chapleau 74A—Chapleau Ojibway First Nation (en) - Chapleau 75—Chapleau Cree First Nation (en) - Chapleau Cree Fox Lake—Chapleau Cree First Nation (en) - Chief's Point 28—Saugeen First Nation (en) - Chippewa Island—Beausoleil First Nation (en), Chippewas of Georgina Island First Nation (en), Chippewas of Rama First Nation (en) - Chippewas of the Thames First Nation 42—Chippewas of the Thames First Nation (en) - Chippewas of Georgina Island First Nation (en)—Chippewas of Georgina Island First Nation (en) - Chippewas of Georgina Island First Nation 33A—Chippewas of Georgina Island First Nation (en) - Christian Island 30—Beausoleil First Nation (en) - Christian Island 30A—Beausoleil First Nation (en) - Constance Lake 92—Première Nation de Constance Lake - Couchiching 16A—Couchiching First Nation (en) - Curve Lake 35A—Curve Lake First Nation - Curve Lake First Nation 35—Curve Lake First Nation - Deer Lake—Première Nation de Deer Lake - Dokis 9—Dokis First Nation - Duck Lake 76B—Brunswick House First Nation (en) - Eagle Lake 27—Eagle Lake First Nation - English River 21—Grassy Narrows First Nation (en) - English River 66—Première Nation de Constance Lake - Factory Island 1—Première Nation crie de Moose - Flying Post 73—Flying Post First Nation (en) - Fort Albany 67—Fort Albany (Ontario), Kashechewan - Fort Albany Indian Settlement, located south of Rivière Albany on Fort Albany 67 - Kashechewan Indian Settlement, located north of Rivière Albany on Fort Albany 67 - Fort Hope 64—Eabametoong First Nation - Fort Seven Indian Settlement—Fort Severn 89 - Fort Severn 89—Fort Severn 89 - Fort William 52—Fort William First Nation (en) - French River 13—Henvey Inlet First Nation - Garden River 14—Garden River First Nation (en) - Ginoogaming First Nation (en)—Ginoogaming First Nation (en) - Glebe Farm 40B—Bay of Quinte Mohawk First Nation, Bearfoot Onondaga First Nation, Delaware First Nation, Konadaha Seneca First Nation, Lower Cayuga First Nation, Lower Mohawk First Nation, Niharondasa Seneca First Nation, Oneida First Nation, Onondaga Clear Sky First Nation, Tuscarora First Nation, Upper Cayuga First Nation, Upper Mohawk First Nation, Walker Mohawk First Nation - Goulais Bay 15A—Batchewana First Nation - Gros Cap 49—Michipicoten First Nation (en) - Gros Cap Indian Village 49A—Michipicoten First Nation (en) - Gull River 55—Gull Bay First Nation (en) - Henvey Inlet 2—Henvey Inlet First Nation - Hiawatha First Nation (en) (formerly Hiawatha First Nation 36)—Hiawatha First Nation (en) - Indian River—Chippewas of Rama First Nation (en), Wahta Mohawk First Nation - Islands in the Trent Waters Indian Reserve 36A (en)—Curve Lake First Nation, Hiawatha First Nation (en), Mississauga's of Scugog Island First Nation - Kasabonika Lake—Kasabonika Lake First Nation (en) - Kee Way Win Indian Settlement—Keewaywin First Nation - Keewaywin—Keewaywin First Nation - Kenora 38B—Anishinabe of Wauzhushk Onigum - Kettle Point 44—Chippewas of Kettle and Stony Point (en) - Kingfisher 2A—Kingfisher First Nation (en) - Kingfisher 3A—Kingfisher First Nation (en) - Kingfisher Lake 1—Kingfisher First Nation (en) - Kitchenuhmaykoosib Aaki 84—Kitchenuhmaykoosib Inninuwug - Lac des Mille Lacs 22A1—Lac des Mille Lacs First Nation (en) - Lac des Mille Lacs 22A2 (formerly Seine River 22A2)—Lac des Mille Lacs First Nation (en) - Lac Seul 28—Lac Seul First Nation - Lake Helen 53A—Red Rock Indian Band (en) - Lake Nipigon Reserve—Animbiigoo Zaagi'igan Anishinaabek - Lake of the Woods 31B—Anishnaabeg of Naongashiing - Lake of the Woods 31C—Anishnaabeg of Naongashiing - Lake of the Woods 31G—Anishnaabeg of Naongashiing - Lake of the Woods 31H—Anishnaabeg of Naongashiing - Lake of the Woods 34—Northwest Angle 37 First Nation - Lake of the Woods 35J—Big Grassy First Nation (en) - Lake of the Woods 37—Northwest Angle 37 First Nation - Lake of the Woods 37B—Northwest Angle 37 First Nation - Long Lake 58—Long Lake 58 First Nation (en) - Long Sault 12—Rainy River First Nations (en) - M'Chigeeng 22 )—M'Chigeeng First Nation (en) - Magnetawan 1—Magnetawan First Nation (en) - Manitou Rapids 11 —Rainy River First Nations (en) - Marten Falls 65—Marten Falls First Nation - Matachewan 72—Première Nation Matachewan - Mattagami 71—Mattagami First Nation (en) - Missanabie 62—Michipicoten First Nation (en) - Mississagi River 8—Mississauga First Nation (en) - Mississauga's of Scugog Island—Mississauga's of Scugog Island First Nation - Mnjikaning First Nation 32—Chippewas of Rama First Nation (en) - Moose Factory 68—Première Nation crie de Moose - Moose Point 79—Moose Deer Point First Nation - Moravian 47—Moravian of the Thames First Nation (en) - Mountbatten 76A—Brunswick House First Nation (en) - Munsee-Delaware Nation 1—Munsee-Delaware Nation (en) - Muskrat Dam Lake—Muskrat Dam Lake First Nation | - Naiscoutaing 17A—Shawanaga First Nation - Naongashing 31A—Anishnaabeg of Naongashiing - Naongashing 35A—Big Grassy First Nation (en) - Neguaguon Lake 25D—Lac La Croix First Nation (en) - Neskantaga—Neskantaga First Nation - New Credit 40A—Mississaugas of the Credit First Nation - New Post 69—Taykwa Tagamou Nation - New Post 69A—Taykwa Tagamou Nation - Neyaashiinigmiing 27—Chippewas of Nawash First Nation (en) - Nipissing 10—Première Nation de Nipissing - North Spirit Lake—Première Nation de North Spirit Lake - Northwest Angle 33B—Northwest Angle 33 First Nation - Northwest Angle 34C & 37B—Northwest Angle 37 First Nation - Obabikong 35B—Big Grassy First Nation (en) - Obadjiwan 15E—Batchewana First Nation - Ojibway Nation Of Saugeen—Ojibway Nation of Saugeen First Nation (en) - One Man Lake 29—Wabaseemoong Independent Nations (en) - Oneida 41—Oneida Nation of the Thames (en) - Osnaburgh 63A—Première Nation de Mishkeegogamang - Osnaburgh 63B—Première Nation de Mishkeegogamang - Parry Island First Nation (formerly Parry Island First Nation 16)—Wasauksing First Nation (en) - Pays Plat 51—Pays Plat First Nation (en) - Pic Mobert North—Pic Mobert First Nation (en) - Pic Mobert South—Pic Mobert First Nation (en) - Pic River 50—Ojibways of the Pic River First Nation (en) - Pikangikum 14—Première Nation de Pikangikum - Pikwàkanagàn—Algonquins de Pikwàkanagàn - Point Grondine 3—Wikwemikong Unceded First Nation (en) - Poplar Hill—Première Nation de Poplar Hill - Rainy Lake 17A—Naicatchewenin First Nation (en) - Rainy Lake 17B—Naicatchewenin First Nation (en) - Rainy Lake 18C—Mitaanjigamiing First Nation (en) - Rainy Lake 26A—Nigigoonsiminikaaning First Nation (en) - Rainy Lake 26B—Nigigoonsiminikaaning First Nation (en) - Rainy Lake 26C—Nigigoonsiminikaaning First Nation (en) - Rankin Location 15D—Batchewana First Nation - Rat Portage 38A—Obashkaandagaang First Nation - Red Rock 53, a.k.a. "Parmachene 53"—Red Rock Indian Band (en) - Rocky Bay 1—Biinjitiwabik Zaaging Anishnabek First Nation (en) - Sabaskong Bay 32C—Naotkamegwanning First Nation (en) - Sabaskong Bay 35C—Ojibways of Onigaming First Nation - Sabaskong Bay 35D—Ojibways of Onigaming First Nation - Sabaskong Bay 35F—Ojibways of Onigaming First Nation - Sabaskong Bay 35H—'Ojibways of Onigaming First Nation - Sachigo Lake 1—Sachigo Lake First Nation (en) - Sachigo Lake 2—Sachigo Lake First Nation (en) - Sachigo Lake 3—Sachigo Lake First Nation (en) - Sagamok—Sagamok Anishnawbek First Nation (en) - Sand Point First Nation—Bingwi Neyaashi Anishinaabek First Nation (en) - Sandy Lake 88—Première nation de Sandy Lake - Sarnia 45—Aamjiwnaang First Nation (en) - Saug-A-Gaw-Sing 1—Anishnaabeg of Naongashiing - Saugeen & Cape Croker Fishing Island 1—Chippewas of Nawash Unceded First Nation (en), Saugeen First Nation (en) - Saugeen 29—Saugeen First Nation (en) - Saugeen Hunting Grounds 60A—Saugeen First Nation (en) - Seine River 23A—Seine River First Nation - Seine River 23B—Seine River First Nation - Serpent River 7—Serpent River First Nation (en) - Shawanaga 17—Shawanaga First Nation - Shawanaga 17B—Shawanaga First Nation - Sheguiandah 24—Sheguiandah First Nation - Sheshegwaning 20—Sheshegwaning First Nation - Shoal Lake 31J—Anishnaabeg of Naongashiing - Shoal Lake 34B1—Northwest Angle 37 First Nation - Shoal Lake 34B2—Iskatewizaagegan 39 Independent First Nation (en), Première Nation Shoal Lake n° 40 - Shoal Lake 37A—Northwest Angle 37 First Nation - Shoal Lake 39—Iskatewizaagegan 39 Independent First Nation (en) - Shoal Lake 39A—Iskatewizaagegan 39 Independent First Nation (en) - Shoal Lake 40—Première Nation Shoal Lake n° 40 - Six Nations 40—Bay of Quinte Mohawk First Nation, Bearfoot Onondaga First Nation, Delaware First Nation, Konadaha Seneca First Nation, Lower Cayuga First Nation, Lower Mohawk First Nation, Niharondasa Seneca First Nation, Oneida First Nation, Onondaga Clear Sky First Nation, Tuscarora First Nation, Upper Cayuga First Nation, Upper Mohawk First Nation, Walker Mohawk First Nation - Slate Falls Indian Settlement—Slate Falls First Nation (en) - Sturgeon Falls 23—Seine River First Nation - Sucker Creek 23—Aundeck-Omni-Kaning First Nation - Sugar Island 37A—Alderville First Nation (en) - Summer Beaver Settlement—Neskantaga First Nation, Nibinamik First Nation - Swan Lake 29—Wabaseemoong Independent Nations (en) - The Dalles 38C—Ochiichagwe'Babigo'Ining Ojibway Nation (en) - Thessalon 12—Thessalon First Nation - Tyendinaga—Mohawks of the Bay of Quinte First Nation - Wabaseemoong (formerly Islington 29)—Wabaseemoong Independent Nations (en) - Wabauskang 21—Wabauskang First Nation - Wabigoon Lake 27—Wabigoon Lake Ojibway Nation (en) - Wahnapitae 11—Wahnapitae First Nation (en) - Wahta Mohawk Territory (en)—Wahta Mohawk First Nation - Walpole Island 46—Walpole Island First Nation - Wapekeka 1—Wapekeka First Nation (en) - Wapekeka 2—Wapekeka First Nation (en) - Wawakapewin—Wawakapewin First Nation (en) - Weagamow Lake 87—North Caribou Lake First Nation (en) - Webequie—Première Nation de Webequie - Webiquie Indian Settlement—Première Nation de Webequie - Whitefish Bay 32A—Naotkamegwanning First Nation (en) - Whitefish Bay 33A—Northwest Angle 33 First Nation - Whitefish Bay 34A—Northwest Angle 37 First Nation - Whitefish Island (en)—Batchewana First Nation of Ojibways - Whitefish Lake 6—Atikameksheng Anishnawbek First Nation (en) - Whitefish River 4—Whitefish River First Nation - Whitesand—Première Nation de Whitesand - Wikwemikong Unceded Reserve (formerly known as Wikwemikong Unceded 26)—Wikwemikong Unceded First Nation (en) - Winisk 90—Weenusk First Nation (en) - Winisk Indian Settlement—Weenusk First Nation (en) - Wunnumin 1—Wunnumin Lake First Nation (en) - Wunnumin 2—Wunnumin Lake First Nation (en) - Yellow Girl Bay 32B—Naotkamegwanning First Nation (en) - Zhiibaahaasing 19 )—Zhiibaahaasing First Nation (en) - Zhiibaahaasing 19A—Zhiibaahaasing First Nation (en) |

## Québec
Au Québec, la Loi sur les Indiens s'applique seulement pour les nations du sud de la province. Au nord, les Cris et les Inuits sont gérées par des lois différentes liées à la Convention de la Baie-James et du Nord québécois, qui a remplacé la Loi sur les Indiens dans les années 1970. Le Québec comprend un total de 31 réserves indiennes.
Le tableau suivant présente les données relatives aux réserves indiennes situées dans la province de Québec.
| Réserve,        | Bande                                      | Peuple     | Superficie (ha) | Population                   | Région administrative         | Géolocalisation              |
| --------------- | ------------------------------------------ | ---------- | --------------- | ---------------------------- | ----------------------------- | ---------------------------- |
| Akwesasne 15    | Mohawks d'Akwesasne                        | Mohawks    | 1 093           | 2 686                        | Montérégie                    | 45° 03′ 52″ N, 74° 35′ 10″ O |
| Cacouna 22      | Première Nation malécite de Viger          | Malécites  | 0,201           | 1 939                        | Bas-Saint-Laurent             | 47° 55′ 00″ N, 69° 31′ 00″ O |
| Chisasibi       | Nation crie de Chisasibi                   | Cris       | 77 610          | 4 985                        | Nord du Québec                | 53° 47′ 00″ N, 78° 53′ 45″ O |
| Coucoucache 24A | Conseil des Atikamekw de Wemotaci          | Attikameks | 6               |                              | Mauricie                      | 47° 45′ 08″ N, 73° 13′ 50″ O |
| Doncaster 17    | Mohawks d'Akwesasne et de Kahnawà:ke       | Mohawks    | 7 897           |                              | Laurentides                   | 46° 09′ 00″ N, 74° 07′ 00″ O |
| Eastmain        | Eastmain                                   | Cris       | 15 841          | 924                          | Nord du Québec                | 52° 14′ 00″ N, 78° 30′ 00″ O |
| Essipit         | Innue Essipit                              | Innus      | 82              | 208                          | Côte-Nord                     | 48° 20′ 00″ N, 69° 24′ 00″ O |
| Gesgapegiag     | Micmacs de Gesgapegiag                     | Micmacs    | 222             | 784                          | Gaspésie–Îles-de-la-Madeleine | 48° 12′ 05″ N, 65° 55′ 34″ O |
| Mingan          | Innus d'Ekuanitshit                        | Innus      | 1 869           | 464                          | Côte-Nord                     | 50° 18′ 00″ N, 64° 02′ 00″ O |
| Kahnawake 14    | Mohawks de Kahnawà:ke                      | Mohawks    | 4 152           | 8 550                        | Montérégie                    | 45° 25′ 00″ N, 73° 41′ 00″ O |
| Kawawachikamach | Nation naskapie de Kawawachikamach         | Naskapi    | 3 337           | 641                          | Côte-Nord                     | 54° 51′ 47″ N, 66° 45′ 45″ O |
| Kebaowek        | Première Nation de Kebaowek                | Algonquins | 21              | 289                          | Abitibi-Témiscamingue         | 46° 47′ 00″ N, 78° 59′ 00″ O |
| Kitigan Zibi    | Kitigan Zibi Anishinabeg                   | Algonquins | 16 917          | 1 448                        | Outaouais                     | 46° 20′ 00″ N, 75° 58′ 00″ O |
| Lac-John        | Nation innue de Matimekush-Lac John        | Innus      | 24              | 22                           | Côte-Nord                     | 54° 48′ 45″ N, 66° 46′ 58″ O |
| Lac-Simon       | Nation anishnabe du Lac Simon              | Algonquins | 325             | 1 450                        | Abitibi-Témiscamingue         | 48° 03′ 41″ N, 77° 21′ 39″ O |
| Listuguj        | Gouvernement mi'gmaq de Listuguj           | Micmacs    | 4 287           | 1 805                        | Gaspésie–Îles-de-la-Madeleine | 48° 00′ 58″ N, 66° 42′ 21″ O |
| Maliotenam 27A  | Innu Takuaikan Uashat Mak Mani-Utenam      | Innus      | 511             | 1 431                        | Côte-Nord                     | 50° 13′ 00″ N, 66° 11′ 00″ O |
| Manawan         | Atikamekw de Manawan                       | Attikameks | 511             | 757                          | Lanaudière                    | 47° 13′ 21″ N, 74° 23′ 30″ O |
| Mashteuiatsh    | Innus du Lac Saint-Jean                    | Innus      | 1 407           | 2 280                        | Saguenay–Lac-Saint-Jean       | 48° 34′ 00″ N, 72° 14′ 00″ O |
| Matimekosh 3    | Nation innue de Matimekush-Lac John        | Innus      | 65              | 595                          | Côte-Nord                     | 54° 48′ 30″ N, 66° 49′ 25″ O |
| Mistissini      | Nation crie de Mistissini                  | Cris       | 76 312          | 3 731                        | Nord du Québec                | 50° 25′ 06″ N, 73° 52′ 25″ O |
| Natashquan 1    | Montagnais de Natashquan                   | Innus      | 21              | 844                          | Côte-Nord                     | 50° 08′ 00″ N, 61° 48′ 00″ O |
| Nemaska         | Nation crie de Nemaska                     | Cris       | 9 471           | 832                          | Nord du Québec                | 51° 42′ 00″ N, 76° 15′ 00″ O |
| Obedjiwan 28    | Atikamekw d'Opitciwan                      | Attikameks | 870             | 2 109                        | Mauricie                      | 48° 40′ 14″ N, 74° 55′ 43″ O |
| Odanak 12       | Odanak                                     | Abénaquis  | 607             | 457                          | Centre-du-Québec              | 46° 04′ 18″ N, 72° 49′ 15″ O |
| Pessamit        | Bande des Innus de Pessamit                | Innus      | 24 554          | 2 862                        | Côte-Nord                     | 48° 57′ N, 68° 39′ O         |
| Pikogan         | Conseil de la Première Nation Abitibiwinni | Algonquins | 274             | 599                          | Abitibi-Témiscamingue         | 48° 36′ 00″ N, 78° 07′ 11″ O |
| Rapid Lake      | Algonquins de Barriere Lake                | Algonquins | 28              | 319                          | Outaouais                     | 47° 15′ 19″ N, 76° 42′ 27″ O |
| Romaine 2       | Montagnais d'Unamen Shipu                  | Innus      | 43              | 1 034                        | Côte-Nord                     | 50° 13′ 06″ N, 60° 40′ 04″ O |
| Timiskaming     | Première Nation de Timiskaming             | Algonquins | 1 829           | 544                          | Abitibi-Témiscamingue         | 47° 38′ 00″ N, 79° 28′ 00″ O |
| Uashat 27       | Innu Takuaikan Uashat Mak Mani-Utenam      | Innus      | 215             | 1 603                        | Côte-Nord                     | 50° 13′ 24″ N, 66° 24′ 09″ O |
| Waskaganish     | Cris de la Première Nation de Waskaganish  | Cris       | 49 074          | 2 536                        | Nord du Québec                | 51° 29′ 00″ N, 78° 45′ 00″ O |
| Waswanipi       | Nation crie de Waswanipi                   | Cris       | 33 200          | 1 777, 1 778, 1 811 et 1 836 | Nord du Québec                | 49° 42′ 00″ N, 75° 58′ 00″ O |
| Wemindji        | Nation crie de Wemindji                    | Cris       | 30 564          | 1 562                        | Nord du Québec                | 53° 00′ 00″ N, 78° 49′ 00″ O |
| Wemotaci        | Conseil des Atikamekw de Wemotaci          | Attikameks | 3 275           | 1 280                        | Mauricie                      | 47° 54′ 25″ N, 73° 47′ 00″ O |
| Wendake         | Nation huronne-wendat                      | Wendats    | 164             | 2 071                        | Capitale-Nationale            | 46° 51′ 41″ N, 71° 21′ 26″ O |
| Whapmagoostui   | Première nation de Whapmagoostui           | Cris       | 18 988          | 1 022                        | Nord du Québec                | 55° 16′ 49″ N, 77° 45′ 16″ O |
| Whitworth 21    | Première Nation malécite de Viger          | Malécites  | 163             |                              | Bas-Saint-Laurent             | 47° 42′ 00″ N, 69° 17′ 00″ O |
| Wôlinak 11      | Première Nation des Abénakis de Wôlinak    | Abénaquis  | 75              | 180                          | Centre-du-Québec              | 46° 19′ 00″ N, 72° 25′ 00″ O |

## Saskatchewan
Le tableau suivant présente les données relatives aux réserves indiennes situées dans la province de la Saskatchewan.
| Réserve                                    | Nation                            | Conseil de bande                     | Groupe    | Communautés                 | Notes |
| ------------------------------------------ | --------------------------------- | ------------------------------------ | --------- | --------------------------- | ----- |
| Ahtahkakoop 104                            | Ahtahkakoop First Nation (en)     | Battlefords Agency Tribal Chiefs     | Cris      | Shell Lake                  |       |
| Amisk Lake 184                             | Peter Ballantyne Cree Nation (en) | PADC Management Company Ltd (en)     |           |                             |       |
| Amiskosakahikan 210                        | Peter Ballantyne Cree Nation (en) | PADC Management Company Ltd (en)     |           |                             |       |
| Asimakaniseekan Askiy 102A                 | Muskeg Lake Cree Nation 102       | Saskatoon Tribal Council (en)        |           |                             |       |
| Asimakaniseekan Askiy No. 102B             | Muskeg Lake Cree Nation 102       | Saskatoon Tribal Council (en)        |           |                             |       |
| Assiniboine 76                             |                                   |                                      |           |                             |       |
| Beardy's 97                                |                                   | Independent                          | Cris      | Duck Lake                   |       |
| Big Head 124                               |                                   |                                      | Cris      |                             |       |
| Big River 118                              |                                   | Agency Chiefs Tribal Council (en)    | Cris      |                             |       |
| Buffalo River Dene Nation 193              |                                   | Meadow Lake Tribal Council (en)      | Dénés     | Dillon                      |       |
| Canoe Lake 165                             |                                   | Meadow Lake Tribal Council (en)      | Cris      |                             |       |
| Carrot River 29a                           |                                   |                                      |           |                             |       |
| Chicken 224, 225                           |                                   |                                      | Dénés     | Black Lake                  |       |
| Chitek Lake 191                            |                                   |                                      |           |                             |       |
| Clearwater River Dene Nation 221, 222, 223 |                                   | Meadow Lake Tribal Council (en)      | Dénés     | Clearwater River            |       |
| Coté 64                                    |                                   | Yorkton Tribal Council (en)          | Saulteaux |                             |       |
| Cowessess 73                               |                                   | Independent                          | Cris      |                             |       |
| Cumberland 20                              |                                   | Prince Albert Grand Council (en)     | Cris      |                             |       |
| Day Star 87                                |                                   | Touchwood Agency Tribal Council (en) | Cris      | Punnichy,                   |       |
| Fishing Lake 89                            |                                   | Touchwood Agency Tribal Council (en) | Saulteaux |                             |       |
| Flying Dust First Nation Reserve 105       | Flying Dust First Nation (en)     | Meadow Lake Tribal Council (en)      | Cris      | Meadow Lake                 |       |
| Fond du Lac 227                            |                                   | Prince Albert Grand Council (en)     | Dénés     | Fond-du-Lac                 |       |
| Gordon 86                                  | Gordon First Nation (en)          | Traité numéro 4                      | Cris      | Punnichy, Saskatchewan (en) |       |
| Grizzly Bear's Head 110                    |                                   |                                      |           |                             |       |
| James Smith 100                            |                                   | Prince Albert Grand Council (en)     | Cris      |                             |       |
| Kahkewistahaw 72                           |                                   | Yorkton Tribal Council (en)          | Cris      |                             |       |
| Keeseekoose 66                             |                                   |                                      |           |                             |       |
| Keeseekoose 66A                            |                                   |                                      |           |                             |       |
| Keeseekoose 66-CA-04                       |                                   |                                      |           |                             |       |
| Keeseekoose 66-CA-05                       |                                   |                                      |           |                             |       |
| Keeseekoose 66-CA-06                       |                                   |                                      |           |                             |       |
| Keeseekoose 66-KE-04                       |                                   |                                      |           |                             |       |
| Keeseekoose 66-KE-05                       |                                   |                                      |           |                             |       |
| Kinistin 91                                |                                   | Saskatoon Tribal Council (en)        | Saulteaux |                             |       |
| Lac la Hache 220                           |                                   | Prince Albert Grand Council (en)     | Dénés     | Wollaston Lake              |       |
| Lean Man 111                               |                                   |                                      |           |                             |       |
| Little Black Bear 84                       |                                   | Fort Qu'Appelle                      |           |                             |       |
| Little Bone 74B                            |                                   |                                      |           |                             |       |
| Little Pine Indian Reserve 116             |                                   | Battlefords Tribal Council (en)      | Cris      |                             |       |
| Little Red River 106D                      |                                   |                                      |           |                             |       |
| Makaoo 120                                 |                                   |                                      |           |                             |       |
| Makwa Lake 129                             |                                   |                                      |           |                             |       |
| Makwa Lake 129A                            |                                   |                                      |           |                             |       |
| Makwa Lake 129B                            |                                   |                                      |           |                             |       |
| Makwa Lake 129C                            |                                   |                                      |           |                             |       |
| Meadow Lake 105                            |                                   |                                      |           |                             |       |
| Meadow Lake 105A                           |                                   |                                      |           |                             |       |
| Min-A-He-Quo-Sis 116C                      |                                   |                                      |           |                             |       |
| Ministikwan 161                            |                                   |                                      |           |                             |       |
| Ministikwan 161A                           |                                   |                                      |           |                             |       |
| Mistawasis 103                             |                                   | Saskatoon Tribal Council (en)        | Cris      |                             |       |
| Montreal Lake 106                          |                                   | Prince Albert Grand Council (en)     | Cris      |                             |       |
| Moosomin 112B                              |                                   | Battlefords Agency Tribal Chiefs     |           |                             |       |
| Mosquito 109                               |                                   |                                      |           |                             |       |
| Mosquito-Grizzly Bear's Head-Lean Man (en) |                                   |                                      |           |                             |       |
| Muscowpetung 80                            |                                   | Fort Qu'Appelle                      |           |                             |       |
| Muskeg Lake 102B                           |                                   | Saskatoon Tribal Council (en)        |           |                             |       |
| Muskeg Lake 102D                           |                                   |                                      |           |                             |       |
| Muskeg Lake 102E                           |                                   |                                      |           |                             |       |
| Muskeg Lake 102F                           |                                   |                                      |           |                             |       |
| Muskeg Lake 102G                           |                                   |                                      |           |                             |       |
| Muskeg Lake Cree Nation 102                |                                   |                                      |           |                             |       |
| Muskoday First Nation                      |                                   | Saskatoon Tribal Council (en)        | Cris      |                             |       |
| Muskowekwan 85                             |                                   | Touchwood Agency Tribal Council (en) |           |                             |       |
| Muskowekwan 85-1                           |                                   | Touchwood Agency Tribal Council (en) |           |                             |       |
| Muskowekwan 85-10                          |                                   | Touchwood Agency Tribal Council (en) |           |                             |       |
| Muskowekwan 85-12                          |                                   | Touchwood Agency Tribal Council (en) |           |                             |       |
| Muskowekwan 85-15                          |                                   | Touchwood Agency Tribal Council (en) |           |                             |       |
| Muskowekwan 85-17                          |                                   | Touchwood Agency Tribal Council (en) |           |                             |       |
| Muskowekwan 85-22                          |                                   | Touchwood Agency Tribal Council (en) |           |                             |       |
| Muskowekwan 85-23                          |                                   | Touchwood Agency Tribal Council (en) |           |                             |       |
| Muskowekwan 85-24                          |                                   | Touchwood Agency Tribal Council (en) |           |                             |       |
| Muskowekwan 85-26                          |                                   | Touchwood Agency Tribal Council (en) |           |                             |       |
| Muskowekwan 85-27                          |                                   | Touchwood Agency Tribal Council (en) |           |                             |       |
| Muskowekwan 85-28                          |                                   | Touchwood Agency Tribal Council (en) |           |                             |       |
| Muskowekwan 85-29                          |                                   | Touchwood Agency Tribal Council (en) |           |                             |       |
| Muskowekwan 85-2A                          |                                   | Touchwood Agency Tribal Council (en) |           |                             |       |
| Muskowekwan 85-31                          |                                   | Touchwood Agency Tribal Council (en) |           |                             |       |
| Muskowekwan 85-33                          |                                   | Touchwood Agency Tribal Council (en) |           |                             |       |
| Muskowekwan 85-8                           |                                   | Touchwood Agency Tribal Council (en) |           |                             |       |
| Nekaneet Cree First Nation Reserve         |                                   | Fort Qu'Appelle                      | Cris      |                             |       |
| Ocean Man 69                               |                                   |                                      |           |                             |       |
| Ocean Man 69A                              |                                   |                                      |           |                             |       |
| Ocean Man 69B                              |                                   |                                      |           |                             |       |
| Ocean Man 69C                              |                                   |                                      |           |                             |       |
| Ocean Man 69E                              |                                   |                                      |           |                             |       |
| Ocean Man 69F                              |                                   |                                      |           |                             |       |
| Ochapowace 71                              |                                   |                                      |           |                             |       |
| Ochapowace 71-10                           |                                   |                                      |           |                             |       |
| Ochapowace 71-18                           |                                   |                                      |           |                             |       |
| Ochapowace 71-26                           |                                   |                                      |           |                             |       |
| Ochapowace 71-44                           |                                   |                                      |           |                             |       |
| Ochapowace 71-51                           |                                   |                                      |           |                             |       |
| Ochapowace 71-54                           |                                   |                                      |           |                             |       |
| Ochapowace 71-7                            |                                   |                                      |           |                             |       |
| Ochapowace 71-70                           |                                   |                                      |           |                             |       |
| Okanese 82                                 |                                   | Fort Qu'Appelle                      |           |                             |       |
| Okemasis 96                                |                                   |                                      | Cris      |                             |       |
| One Arrow Indian Reserve 95                |                                   | Saskatoon Tribal Council (en)        | Cris      |                             |       |
| Pasqua 79                                  |                                   | Fort Qu'Appelle                      |           |                             |       |
| Patuanak                                   |                                   |                                      |           |                             |       |
| Peepeekisis 81                             |                                   | Fort Qu'Appelle                      | Cris      |                             |       |
| Pelican Lake 191A                          |                                   | Agency Chiefs Tribal Council (en)    |           |                             |       |
| Pelican Lake 191B                          |                                   | Agency Chiefs Tribal Council (en)    |           |                             |       |
| Pelican Narrows 184b                       |                                   |                                      |           |                             |       |
| Pheasant Rump 68                           |                                   | Yorkton Tribal Council               |           |                             |       |
| Piapot 75                                  |                                   | Fort Qu'Appelle                      |           |                             |       |
| Piapot Cree First Nation 75H               |                                   | Fort Qu'Appelle                      |           |                             |       |
| Poor Man 88                                |                                   | Touchwood Agency Tribal Council (en) | Cris      | Punnichy, Saskatchewan (en) |       |
| Poundmaker 114                             |                                   | Battlefords Tribal Council (en)      | Cris      |                             |       |
| Red Earth 29                               |                                   | Prince Albert Grand Council (en)     | Cris      |                             |       |
| Red Pheasant 108                           |                                   | Battlefords Agency Tribal Chiefs     |           |                             |       |
| Sakimay 74                                 |                                   | Yorkton Tribal Council (en)          | Cris      |                             |       |
| Saulteaux 159                              |                                   | Battlefords Agency Tribal Chiefs     |           |                             |       |
| Saulteaux 159A                             |                                   | Battlefords Agency Tribal Chiefs     |           |                             |       |
| Seekaskootch 119                           |                                   |                                      |           |                             |       |
| Shesheep 74A                               |                                   |                                      |           |                             |       |
| Shoal Lake 28A                             |                                   | Prince Albert Grand Council (en)     | Cris      |                             |       |
| Standing Buffalo 78                        |                                   | Fort Qu'Appelle                      | Dakotas   |                             |       |
| Stanley 157                                |                                   |                                      |           |                             |       |
| Star Blanket 83                            |                                   | Fort Qu'Appelle                      |           |                             |       |
| Star Blanket 83C                           |                                   | Fort Qu'Appelle                      |           |                             |       |
| Sturgeon Lake 101                          |                                   | Prince Albert Grand Council (en)     | Cris      |                             |       |
| Sweetgrass 113                             |                                   | Battlefords Agency Tribal Chiefs     |           |                             |       |
| Sweetgrass 113-L6                          |                                   | Battlefords Agency Tribal Chiefs     |           |                             |       |
| Sweet Grass 113-M16                        |                                   | Battlefords Agency Tribal Chiefs     |           |                             |       |
| The Key 65                                 |                                   | Yorkton Tribal Council (en)          | Saulteaux |                             |       |
| Thunderchild First Nation 115B             |                                   |                                      |           |                             |       |
| Thunderchild First Nation 115C             |                                   |                                      |           |                             |       |
| Thunderchild First Nation 115D             |                                   |                                      |           |                             |       |
| Treaty Four Reserve Grounds 77             |                                   |                                      |           |                             |       |
| Turnor Lake 193b\|                         |                                   |                                      |           |                             |       |
| Wahpaton 94A                               |                                   | Prince Albert Grand Council (en)     | Dakotas   |                             |       |
| Wapachewunak 192D                          |                                   |                                      |           |                             |       |
| Waterhen Lake 130                          |                                   | Meadow Lake Tribal Council (en)      | Cris      |                             |       |
| White Bear 70                              |                                   | Southeast Treaty#4 Tribal Council    |           |                             |       |
| White Cap 94                               |                                   | Saskatoon Tribal Council (en)        | Dakotas   |                             |       |
| Witchekan Lake 117                         |                                   | Agency Chiefs Tribal Council (en)    |           |                             |       |
| Witchekan Lake 117D                        |                                   | Agency Chiefs Tribal Council (en)    |           |                             |       |
| Wood Mountain 160                          |                                   | Fort Qu'Appelle                      | Cris      |                             |       |
| Yellow Quill 90                            |                                   | Saskatoon Tribal Council (en)        | Saulteaux |                             |       |

## Terre-Neuve-et-Labrador
Le tableau suivant présente les données relatives aux réserves indiennes situées dans la province de Terre-Neuve-et-Labrador.
| Réserve            | Nation                             | Conseil de bande | Groupe  | Communautés      | Notes |
| ------------------ | ---------------------------------- | ---------------- | ------- | ---------------- | ----- |
| Natuashish 2       | Mushuau Innu First Nation (en)     |                  | Innus   | Natuashish       |       |
| Samiajij Miawpukek | Miawpukek First Nation             |                  | Micmacs | Conne River (en) |       |
| Sheshatshiu 3      | Sheshatshiu Innu First Nation (en) |                  | Innus   | Sheshatshiu      |       |
| Nunatsiavut        |                                    |                  |         |                  |       |

## Territoires du Nord-Ouest
Le tableau suivant présente les données relatives aux réserves indiennes situées dans le territoire des Territoires du Nord-Ouest.
| Réserve                     | Nation                                                    | Conseil de bande                                   | Groupe                     | Communautés      | Notes                                                                         |
| --------------------------- | --------------------------------------------------------- | -------------------------------------------------- | -------------------------- | ---------------- | ----------------------------------------------------------------------------- |
| Aklavik Settlement          | Ehdiitat Gwich’in Council (en)                            | Gwich’in Tribal Council (en)                       | Ehdiitat Gwich’in          | Aklavik          | Population is predominantly Uummarmiut (en) (Inuvialuit) with some Métis      |
| Arctic Red River Settlement | Gwichya Gwich’in Band Council (en)                        | Gwich’in Tribal Council (en)                       | Gwichya Gwich’in           | Tsiigehtchic     |                                                                               |
| Colville Lake Settlement    | Behdzi Ahda First Nation                                  | Sahtu Dene Council (en)                            | Sahtus Dénés               | Colville Lake    |                                                                               |
| Dettah Settlement           | Yellowknives Dene First Nation                            | Akaitcho Territory Government (en)                 | Couteaux-Jaunes            | Dettah           |                                                                               |
| Fort Franklin Settlement    | Deline First Nation                                       | Sahtu Dene Council (en)                            | Sahtus Dénés               | Deline           |                                                                               |
| Fort Good Hope Settlement   | K’sasho Go’tine Community Council (en)                    | Sahtu Dene Council (en)                            | Sahtus Dénés               | Fort Good Hope   |                                                                               |
| Fort Liard Settlement       | Acho Dene Koe Band (en)                                   | Premières Nations Deh Cho                          | Dénés                      | Fort Liard       | Population includes some Métis                                                |
| Fort Mcpherson Settlement   | Teetl'it Gwich’in Council (en)                            | Gwich’in Tribal Council (en)                       | Tetlit Gwich’in            | Fort McPherson   | Population includes some Métis and a few Inuvialuit                           |
| Fort Norman Settlement      | Begade Shotagotine (en), Begaee Shuhagot’ine (en)         | Sahtu Dene Council (en), Premières Nations Deh Cho | Sahtus Dénés (Tulita Dene) | Tulita           |                                                                               |
| Fort Providence Settlement  | Deh Gah Gotie Dene Council (en)                           | Premières Nations Deh Cho                          | Dénés                      | Fort Providence  | Population includes some Métis                                                |
| Fort Resolution Settlement  | Deninu Kue First Nation                                   | Akaitcho Territory Government (en)                 | Couteaux-Jaunes            | Fort Resolution  | Population includes some Métis                                                |
| Fort Simpson Settlement     | Liidli Kue First Nation                                   | Premières Nations Deh Cho                          | Dénés                      | Fort Simpson     | Population includes some Métis                                                |
| Fort Smith Settlement       | Salt River First Nations No. 195                          | Akaitcho Territory Government (en)                 | Couteaux-Jaunes            | Fort Smith       | Population is predominantly non-Aboriginal                                    |
| Hay River Dene 1            | Katl'odeeche First Nation                                 | Premières Nations Deh Cho                          | Dénés                      | Hay River        |                                                                               |
| Hay River Settlement        | Katl'odeeche First Nation                                 | Premières Nations Deh Cho                          | Dénés                      | Hay River        | Population is predominantly non-Aboriginal and includes some Métis and Inuits |
| Inuvik Settlement           | Inuvik Band Council (en) and Nihtat Gwich’in Council (en) | Gwich’in Tribal Council (en)                       | Nihtat Gwich’in            | Inuvik           | Population is predominantly non-Aboriginal and Uummarmiut (en) (Inuvialuit)   |
| Jean Marie River Settlement | Jean Marie River First Nation                             | Premières Nations Deh Cho                          | Dénés                      | Jean Marie River |                                                                               |
| Kakisa Lake Settlement      | Ka’agee Tu First Nation                                   | Premières Nations Deh Cho                          | Dénés                      | Kakisa           |                                                                               |
| Lac La Martre Settlement    | Wha Ti First Nation                                       | Gouvernement Tlicho                                | Tlichos                    | Wha Ti           |                                                                               |
| Nahanni Butte Settlement    | Nahanni Butte Dene Band                                   | Premières Nations Deh Cho                          | Dénés                      | Nahanni Butte    |                                                                               |
| Ndilo Settlement            | Yellowknives Dene First Nation (N'Dilo)                   | Akaitcho Territory Government (en)                 | Couteaux-Jaunes            | N'Dilo (en)      |                                                                               |
| Rae Lakes Settlement        | Gamèti First Nation                                       | Gouvernement Tlicho                                | Tlichos                    | Gamèti           |                                                                               |
| Rae-Edzo Settlement         | Dog Rib Rae                                               | Gouvernement Tlicho                                | Tlichos                    | Behchoko         |                                                                               |
| Salt River 195              | Salt River First Nation No. 195                           | Akaitcho Territory Government (en)                 | Couteaux-Jaunes            | Fort Smith       |                                                                               |
| Snare Lake Settlement       | Dechi Laot'i First Nations                                | Gouvernement Tlicho                                | Tlichos                    | Wekweètì         |                                                                               |
| Snowdrift Settlement        | Lutsel K'e Dene First Nation                              | Akaitcho Territory Government (en)                 | Couteaux-Jaunes            | Lutselk'e        |                                                                               |
| Trout Lake Settlement       | Sambaa K’e Dene Band                                      | Premières Nations Deh Cho                          | Dénés                      | Trout Lake       |                                                                               |
| Wrigley Settlement          | Pehdzeh Ki First Nation                                   | Premières Nations Deh Cho                          | Dénés                      | Wrigley          |                                                                               |
| Yellowknife Settlement      | Yellowknives Dene First Nation                            | Akaitcho Territory Government (en)                 | Couteaux-Jaunes            | Yellowknife      | Population is predominantly non-Aboriginal bit includes some Métis and Inuits |

## Yukon
Le tableau suivant présente les données relatives aux réserves indiennes situées dans le territoire du Yukon.
| Réserve                  | Nation                                  | Conseil de bande | Groupe            | Communautés                          | Notes |
| ------------------------ | --------------------------------------- | ---------------- | ----------------- | ------------------------------------ | ----- |
| Carcross 4               | Première nation de Carcross/Tagish      |                  | Tlingit, Tagish   | Carcross, Tagish                     |       |
| Champagne Landing 10     | Premières Nations Champagne et Aishihik |                  | Tutchonis du Sud  | Aishihik, Champagne, Haines Junction |       |
| Haines Junction          | Premières Nations Champagne et Aishihik |                  | Tutchonis du Sud  | Aishihik, Champagne, Haines Junction |       |
| Kloo Lake Settlement     | Premières Nations Champagne et Aishihik |                  | Tutchonis du Sud  | Aishihik, Champagne, Haines Junction |       |
| Klukshu River Settlement | Premières Nations Champagne et Aishihik |                  | Tutchonis du Sud  | Aishihik, Champagne, Haines Junction |       |
| Lake Laberge 1 (en)      | Conseil des Ta'an Kwäch'än              |                  | Tutchonis du Sud  | Lac Laberge, Whitehorse              |       |
| Mayo 6 (en)              | Première Nation de Na-Cho Nyäk Dun      |                  | Tutchonis du Nord | Mayo                                 |       |
| Mcquesten 3 (en)         | Première Nation de Na-Cho Nyäk Dun      |                  | Tutchonis du Nord | Mayo                                 |       |
| Moosehide Creek 2        | Tr'ondëk Hwëch'in                       |                  | Häns              | Dawson City                          |       |
| Moosehide Creek 2B       | Tr'ondëk Hwëch'in                       |                  | Häns              | Dawson City                          |       |
| Nisutlin 14 (en)         | Conseil des Teslin Tlingit              |                  | Tlingit           | Teslin                               |       |
| Nisutlin Bay 15 (en)     | Conseil des Teslin Tlingit              |                  | Tlingit           | Teslin                               |       |
| Selkirk 7                | Première Nation Selkirk                 |                  | Tutchonis du Nord | Fort Selkirk, Pelly Crossing         |       |
| Teslin Post 13           | Conseil des Teslin Tlingit              |                  | Tlingit           | Teslin                               |       |
| Whitehorse 8             | Première Nation de Kwanlin Dün          |                  | Tagish            | Whitehorse                           |       |